# Benny Friedman (ca sĩ)
Benny Friedman là một ca sĩ nam người Do Thái công dân Mỹ sinh ở Hoa Kỳ tại St. Paul, Minnesota. (tiếng Hebrew: בנציון הכהן פרידמן; born 1985) Được đào tạo chuyên nghiệp về giọng hát, anh đã nổi lên trên sân khấu âm nhạc Do Thái hiện đại với album đầu tiên của mình vào năm 2009. Bài hit lớn nhất của anh cho đến nay là bài hát Yesh Tikvah Niềm Hy Vọng  đã được hát bởi nhiều nghệ sĩ Do Thái của âm nhạc Do Thái. Anh hát chủ yếu bằng tiếng Hebrew, Friedman đi lưu diễn rộng rãi và cũng xuất hiện trong video âm nhạc. Anh xem âm nhạc của mình như là một công cụ để tiếp cận với mục đích thu hút người Do Thái đến gần hơn với Do thái giáo.

## Cuộc sống và gia đình
Benny Friedman sinh ra ở St. Paul, Minnesota, nơi cha ông, Thầy Rabbi Manis Friedman, là một người Shalapat Chabad. Anh ta là con trai thứ mười một trong mười bốn đứa trẻ và một trong mười anh em. Chú của anh (anh trai của người cha) là ngôi sao điện ảnh người Do Thái chính thống Avraham Fried; Benny cũng là anh em họ hàng đầu của Shmuel và Bentzi Marcus (con của em gái của cha mình là Ita) trong ban nhạc 8th Day.
Năm 12 tuổi, Benny được gửi đến học tại chủng viện Lubavitcher ở Postville, Iowa, nơi anh lên tàu ở nhà của Rabbi Sholom Rubashkin . Ở tuổi 15, anh đi du học đến Israel để học tập tại Yarrava Lubavitcher ở Sefad. Anh kiếm được chức vụ phụ tá rabbinic và làm việc như một người Chabad shaliach ở Tucson, Arizona trong nhiều năm.
Anh kết hôn năm 2009 và sống ở Brooklyn.

## Sự nghiệp âm nhạc
Khi còn nhỏ, Friedman rất thích hát tại bàn ăn của gia đình vào ngày Shabbat và nghe CD của Avraham Fried, Mordechai Ben David, và Moshe Yess. Anh cũng thoải mái biểu diễn trước khán giả. Sau mitzvah của mình, anh bắt đầu biểu diễn trong các trại hè của người Do Thái Chính Thống ở những ngọn núi Catskill; sau đó anh đã tổ chức các buổi hòa nhạc ở Mỹ, Châu Âu và Israel trong suốt kỳ nghỉ của anh từ chủng viện.
Trước khi kết hôn, Friedman đã được huấn luyện bốn năm với huấn luyện viên thanh giọng Seth Riggs ở California. Trong thời gian đó, anh đã tạo ra một chương trình được gọi là "Judaism: The Song and the Story", đã đi lưu diễn bờ biển phía Tây trong nhiều năm liền.
Friedman đã chú ý khắp cả nước với việc phát hành album solo đầu tiên của mình, Tammu, sản xuất bởi Avi Newmark, năm 2009. Sau đó, anh bắt đầu lưu diễn và hát trong đám cưới của người Do Thái. Anh là một khách mời trong album 2011 Nagila V'Nismicha, hát cùng Nagilah Orchestra.
Album solo thứ hai của anh, Yesh Tikvah: Dawn of Moshiach (2012), do Newmark sản xuất, đã thu hút được cả thế giới Do thái Chính thống với bài hát chủ đề "Yesh Tikvah". Bài hát tiếng Hebrew khuyến khích sự trông cậy và đức tin  được đồng sáng tác bởi Ari Goldwag và Miriam Israeli. Bài hát này được đề cập đến trong một bài xã luận trong tờ  Yated Ne'eman Orthodox Jewish, một bài báo không được biết đến với các bài phê bình âm nhạc. "Yesh Tikvah" đã được hát bởi nhiều ca sĩ và đồng ca Do Thái Chính Thống  và được Yedidim Choir chuyển lời thành tiếng Yiddish.
Năm 2013, Friedman phát hành album đầu tiên của mình là B'nei Heichala: A Shabbos with Benny Friedman, bao gồm cả Shabbat zemirot truyền thống và hiện đại. Album này do Sruly Meyer sản xuất
Năm 2014, anh phát hành album solo thứ ba của mình, Kol Haneshama Sheli.
năm 2016, Benny phát hành một album mới với 13 bài hát gốc, mang tên Fill The World With Light.

## Lợi ích biểu diễn
Friedman đã biểu diễn trên ba đĩa đơn gây quỹ: "Chasoif", một bản tải miễn phí hỗ trợ xây dựng lại ngôi nhà Chabad bị hư hỏng trong các Cuộc tấn công Mumbai 2008, và các gia đình nạn nhân, "Unity", sản xuất bởi 30 nhà Chính thống giáo với những người nghệ sĩ người Do Thái hàng đầu để giúp ích cho việc bảo vệ pháp lý cho Sholom Rubashkin  và "Berachamim", mà tiền thu được dành cho các chi phí y tế của Ilan Tocker, một người đàn ông Cedarhurst bị chấn thương não . Năm 2014, Friedman đã hát trong album Shir (Song), một bộ sưu tập của 18 bài hát do Shlomo Rechnitz sáng tác và biểu diễn bởi các nghệ sỹ âm nhạc Do Thái hàng đầu trong thế giới Do thái Chính thống. Các nghệ sĩ đã quyên góp tài năng của họ, và thu nhập từ việc bán album sẽ đem lại lợi ích cho Quỹ Keren Shviis, hỗ trợ nông dân Israel giữ luật pháp của Shmita.
Friedman là một ngôi sao tại HASC 24, "A Time for Duets" (2011), ca hát solo và trong duet với chú của mình, Avraham Fried, HASC 26 (2013) , HASC 27 (2014).
Friedman thường biểu diễn ở các sự kiện của Chabad  Năm 2009, anh là khách mời trong buổi lễ kỷ niệm đầu tiên cho chabad shluchim bị sát hại trong các Cuộc tấn công Mumbai 2008. Năm 2013, anh hát cho cả người lớn Do Thái và thanh niên Do Thái tại Hội nghị Kinus HaShluchim hàng năm ở thành phố New York. Vào tháng 12 năm 2013, anh hát bài quốc ca tại Đêm Di sản Do Thái đầu tiên tại một trò chơi Brooklyn Nets .
Năm 2014, anh biểu diễn tại buổi hòa nhạc Chasdei Soul II Soul để hưởng lợi cho những sinh viên Do Thái cần sự giúp đỡ đặc biệt ở Crown Heights.

## Phong cách âm nhạc
Âm nhạc của Friedman thuộc Âm nhạc Do Thái hiện đại Nhạc do thái Pop. Anh chủ yếu hát tiếng Hebrew.

## Video âm nhạc
Friedman xuất hiện trong video âm nhạc để quảng bá cho các bài hát của mình. Video âm nhạc 2012 "Yesh Tikvah" đã khiến anh ấy hát chống lại cảnh quan thành phố ban đêm và sau đó chuyển sang cảnh quang nắng tỏa sáng để hòa âm cho một đoạn điệp khúc của trẻ em. Trong video âm nhạc 2013 cho "Maaleh Ani", Friedman hát tại bờ biển Malibu, California với một tay guitar, cây đàn bass và tay trống chơi dưới nước trong bể hồ bơi. Friedman cuối cùng đã nhảy xuống hồ bơi hoàn toàn cùng với bộ suit màu đen, áo sơ mi trắng, cà vạt, vỗ tay và chơi guitar không khí với ban nhạc.

## Danh sách đĩa hát

### Solo albums
- Taamu (2009)
- Yesh Tikvah – Dawn of Moshiach (2012)
- Kol Haneshama Sheli – With All My Soul (2014)
- Fill The World With Light (2016)[34]

### Spinoffs
- Nagila V'Nismicha with the Nagilah Orchestra (2011)
- B'nei Heichala – A Shabbos with Benny Friedman (2013)

### Đơn ca
- B'sefer Chaim  (2016) (also featured on Fill The World With Light)
- Kulam Sharim (2016) (also featured on Fill The World With Light)
- Light One Candle (2013)
- Mi Shemaamin (2011)
- Berachamim - with Ari Goldwag (2010) (also featured on Yesh Tikvah)
- Chasoif - with Yitzy Spinner and Yisroel Werdyger (2008)

### Khách mời đặc biệt
- HASC 24 - A Time For Duets (HASC), 2011 ("Avraham Fried & Benny Friedman Medley")
- The Music We Love (Ohel Concert), 2012 ("Taamu", "Yavducha", "One Day")
- Kumzing 2 (Hamenganim Orchestra), 2012 ("No Lyrics", "Letova", "Kad Yasvun")
- Simchas Hachaim 2 (Aderet Music), 2013 ("Chabad Medley")
- The Yess Legacy (tribute to Moshe Yess), 2013 ("As A Jew")
- Believe (Six13), 2013 ("Yesh Tikvah")
- Chai (The Chevra), 2013 ("Ad Olam" - with Yeshiva Boys Choir)
- HASC 26 (HASC), 2013 ("Family Medley")
- Am Echad (Ari Goldwag), 2013 ("Min Hameitzar")
- Simchas Hachaim 3 (Aderet Music), 2014 ("Nodeh Leshimacha", "Zeh Hayom", "Niggun Karlin", "Ashrei Mi")
- One Day More (Maccabeats), 2014 ("Yesh Tikvah")
- A Cappella Soul 2 (Ari Goldwag), 2014 ("Min Hameitzar")
- Shir (Shlomo Rechnitz), 2014 ("Hinei Hinei")
- HASC 27 (HASC), 2014 ("Dreams Come True", "Shalom Aleichem", "Hashem Melech")
- 2nd Dance II (The A Team), 2014 ("Melech Malchei Hamlachim")
- Simchas Hachaim 4 (Aderet Music), 2015 ("Batorah", "Hareini Mizamen", "Nigun Avod", "Habet Na", "Ze Ho'ois")
- Simchas Hachaim 5 (Aderet Music), 2016 ("Ani Maamin", "Nishmas", "Nigun Chabad", "Teka Teka", "Uvenei")
- A Cappella Soul 3 (Ari Goldwag), 2016 ("Lehisaneg")
- Shirei Pinchas (Reb Pinchas Wolf), 2016 ("Torah Tziva", "Hashomayim")
- The Rebbe's Nigunim (DVD) (Tashbar Media), 2016 ("Asader LeSeudoso")
- Neemos Hachaim (Aderet Music), 2016
- Heart Beats (Mishpacha Magazine), 2016
- Shir 2 (Shlomo Rechnitz), 2016 ("B'chayachon")
- Simchas Hachaim 7 (Aderet Music), 2016